# Лукин, Валерий Владимирович
Лукин Валерий Владимирович (род. 20 декабря 1946, Ленинград) — российский океанолог, полярник. Заместитель директора Арктического и антарктического НИИ Росгидромета (ААНИИ) — начальник Российской антарктической экспедиции (РАЭ). В ААНИИ с 1970 года.
Занимался исследованиями гидрологических режимов арктического бассейна, особенностями турбулентного перемешивания вод Арктики.
Принимал участие в работах 21 арктической экспедиции, в одной — антарктической.
Автор более 40 научных и популярных публикации по океанологии Северного Ледовитого океана, использованию ЭВМ в условиях арктических экспедиций, истории полярных исследований.
Бортнаблюдатель — ледовый разведчик 1 класса.
Суммарный налёт часов на самолётах Ли-2, Ан-2, Ил-14, Ан-24 и вертолётах Ми-8 более 4500 часов. Совершил более 1000 первичных посадок на дрейфующий лёд.

## Биография
- В 1970 году окончил Ленинградский университет (специальность «физическая океанология»).
- Принимал участие в 15-ти воздушных высокоширотных экспедициях «Север», «А-317»
- Принимал участие в 4 морских арктических экспедициях на гидростанции «Маяк», НИЛ «Отто Шмидт», на атомоходе «Сибирь»
- Принимал участие в работе СП-22.
- Начальник дрейфующей станции СП-29.
- С 1991 года начальник РАЭ.
- 1992 год начальник российско-американской антарктической дрейфующей станции «Уэдделл-1».
- 2003 год назначен на должность заместителя директора ААНИИ.
- Кавалер ордена Заслуг перед Республикой Польша (8 октября 2004 года, Польша)[1].
- 2007 год награждён орденом «За морские заслуги».
- 2012 год награждён орденом «За заслуги перед Отечеством» IV степени.
- 2020 год награждён Орденом Почёта.